# Przemyśl
Przemyśl là một thị trấn thuộc huyện Przemyśl, tỉnh Podkarpackie ở đông-nam Ba Lan. Thị trấn có diện tích 46 km². Đến ngày 1 tháng 1 năm 2011, dân số của thị trấn là 66229 người và mật độ 1434 người/km².